# Conversione di san Paolo (Caravaggio)
La Conversione di san Paolo (o Conversione di Saulo) è un dipinto a olio su tela di 230x175 cm, realizzato nel 1601 dal pittore italiano Caravaggio.
È conservato nella Cappella Cerasi della Basilica di Santa Maria del Popolo a Roma.

## Storia e descrizione
Sotto al dipinto attuale è stata scoperta un'opera completamente diversa che potrebbe essere o un'opera precedente o, più probabilmente, una prima elaborazione del soggetto, trasformata poi radicalmente nel corso dell'esecuzione.
Il 24 settembre 1600 Caravaggio fu incaricato da monsignor Tiberio Cerasi, finanziatore dell'Ospedale della Consolazione, di dipingere due quadri che raffigurassero il prodigio della conversione di san Paolo e la crocifissione di san Pietro. Caravaggio iniziò dal primo soggetto e ne presentò una versione iniziale, ma successivamente ne dipinse un'altra: come dimostrato da Luigi Spezzaferro, il motivo non sta nel rifiuto della prima versione, come si è creduto per molto tempo, ma più semplicemente in un cambio di idea, o da parte dei committenti che l'artista assecondò, oppure da parte di Caravaggio stesso dopo che le dimensioni della Cappella (in costruzione durante l'esecuzione della prima versione dell'opera) furono ristrette rispetto a quelle del progetto originario, il che avrebbe portato la tela a essere sovradimensionata.
La scena ritrae il momento topico della conversione di Paolo (descritto in Atti 26,12-18): quello in cui a Saulo, sulla via di Damasco, appare Gesù Cristo in una luce accecante che gli ordina di desistere dal perseguitarlo e di diventare suo ministro e testimone. Sono presenti nella scena un vecchio e un cavallo, il quale, grazie all'intervento divino, alza lo zoccolo per non calpestare Paolo.
Caravaggio adotta l'iconografia della luce accecante e evitando di mostrare la figura di Cristo (presente invece nella prima versione): secondo alcuni studiosi l'artista lombardo optò per questa scelta perché il committente lo aveva esortato a rispettare l'ortodossia, cioè a dipingere letteralmente ciò che era stato scritto negli Atti degli Apostoli, e dunque una luce ma non una figura. Un altro importante dettaglio da notare è che Caravaggio dipinge un Saulo accecato: Longhi rimanda alle pupille cieche dei busti romani, mentre Röttengen ritiene questa soluzione estremamente moderna perché allude a un dramma che si svolge nell'intimo dell'uomo, che allarga le braccia come segno di estrema dedizione al Cristo.
Alcuni critici hanno ironicamente soprannominato il dipinto la "Conversione del cavallo" dato che l'animale occupa una parte rilevante del dipinto, delineando anche in questa scelta il carattere innovatore della pittura caravaggesca, benché le norme paleottiane prescrivevano di non porre al centro della rappresentazione un animale o elementi secondari. Calvesi ritiene che la scelta di porre al centro del dipinto il cavallo sia stata fatta per simboleggiare l'irrazionalità del peccato (basti pensare al Mito del carro e dell'auriga di Platone): il palafreniere quindi rappresenterebbe la Ragione, la luce invece è il simbolo della Grazia divina che irrompe nelle tenebre del peccato (il fondo scuro). Inoltre, il fondo nero, oltre ad avere una funzione simbolica, si presta in modo eccelso a far risaltare i volumi plastici dei personaggi e in particolare del cavallo.

## Esposizioni
Nel mese di novembre 2006 le due versioni dell'opera furono esposte entrambe per la prima volta al pubblico nella Cappella Cerasi: fu così possibile vedere le due versioni a confronto.
Dal 2 ottobre 2009 al 24 gennaio 2010 il dipinto è stato esposto presso la Galleria Borghese di Roma in occasione della mostra Caravaggio-Bacon.